# Ischnocnema nanahallux
Ischnocnema nanahallux es una especie de anfibio anuro de la familia Brachycephalidae.

## Distribución geográfica
Esta especie es endémica del estado de Río de Janeiro en Brasil. Habita en Santa Maria Madalena a unos 1200 m sobre el nivel del mar en el Parque Estatal Desengano.

## Publicación original
- Brusquetti, Thomé, Canedo, Condez & Haddad, 2013 : A New Species of Ischnocnema parva Species Series (Anura, Brachycephalidae) from Northern State of Rio De Janeiro, Brazil. Herpetologica, vol. 69, n.º 2, p. 175-185.[3]